# 岩澤居待
岩澤 居待（いわさわ いまち、12月26日 - ）は、日本のタレント・歌手である。
東京都中野区出身。血液型不明。愛称及び一人称は「いまち」。

## 略歴
- 16歳の高校在学時、学校行事参加中にスカウトされ芸能界入り。進学・留学を終えた2009年頃よりタレント活動を本格化した。
- 幼少期は子役として芸能活動をしていた時期もある。
- 2023年3月ブログにて、持病の療養のため同年3月末をもって全ての芸能活動を無期限休止することを発表した。

## 人物・エピソード
- 鉄道、読書、将棋、未確認動物研究など興味の幅が広く、趣味の知識を活かしたメディア出演も多い。
- 海外居住経験のある帰国子女で日本語・英語・タイ語を話すトライリンガル。ドイツ語・アラビア語・ウイグル語など他言語の学習歴もあり、国際交流に関するイベントで司会を担当することもある。
- 2020年、ブログやラジオ番組で大学(学校名非公表)に在学中であることを明かし、2022年3月に2度目の学位を取得したことを公表した。
- 芸能活動休止後は全国一の宮、日本100名城、世界遺産をめぐる様子をInstagramに投稿している。

### 資格・検定
資格マニアであり、パーソナリティを担当したラジオ番組「癒しの香ギャラリー」のコーナー企画では実際に多くの資格・検定を取得している。
上記の番組で取得した資格・検定は以下のとおり。
- パンシェルジュ検定
- 銭湯検定
- 世界遺産検定
- 境港妖怪検定
- 井の頭公園検定
- 乗馬ライセンス
- お好み焼き検定
- 紅茶検定
- 鳥取砂丘検定
- 美術検定
- 天文宇宙検定
- 星空宇宙天体検定

SNSで取得を報告した資格・検定。
- アマチュア将棋
- ラジオ体操指導員
- ドイツ語技能検定試験
- 明智光秀検定(最高得点で合格し副賞も得ている）
- 日本城郭検定
- 富士山検定
- 硬筆書写技能検定

過去のプロフィールに掲載されていた資格。
- レクリエーション・インストラクター
- キャンプインストラクター

## 出演

### バラエティ
- お願い!ランキングGOLD（テレビ朝日）
- CLASHxCRASH（WALLOP：2013年7月〜2014年4月）
- 橋本八段とどうぶつしょうぎで真剣対局。（Web：2014年12月）

### ラジオ
過去の担当・出演番組
- 岩澤居待 happy-go-lucky（全国コミュニティ放送局：2009年4月〜2023年3月）※ メインパーソナリティ
- せくまい☆OVER THE RAINBOW（多摩レイクサイドFM：2019年3月〜2020年4月）※ アシスタントMC
- 日本香堂 presents 癒しの香ギャラリー（Web：2009年10月〜2018年4月）※ 月曜パーソナリティ
- Groove on Groove（FM HOT 839：2015年10月〜2017年4月）※ パーソナリティ
- クリスますますステーション（FM HOT 839：2015年、2016年12月24日）※ パーソナリティ
- イワサワラジオ（Voice・Love・Network：2010年1月〜12月）※ メインパーソナリティ
- 新春SP 岩澤居待の音楽宝船（FM NANAKO：2011年1月2日）※ メインパーソナリティ

### 吹き替え
映画
- 三銃士〜宿命の対決〜（ウィンター：アレクセイ・ヴォロビヨフ）
- バトル・ダンス（マーヴ）

ドラマ
- UnREAL Season1（テリー/前回のプリンス）

ボイスオーバー
- 水上治の健康増進バイブル（テレビ神奈川他：2011年7月）

### ラジオドラマ
- スクランブルエッグ（「KATSUMI・ユメルのJump tp the 90's」番組内、MUSIC BIRD：2011年1月〜3月）
  - 旧類憐れみの令（ナレーション）
  - 裏家業（獲物）
  - ある日 森の中で（犬）
  - DROW（ジャック）
  - 214号
  - ボイスドラマ（ジャック）
- シアター130（「ウハステーション」番組内、ラジオ日本他）
  - 長靴を履いた猫（少年）

### 映画
- ガッチャマン（2013年）

### テレビドラマ
- ホワイト・ラボ〜警視庁特別科学捜査班〜（2014年4月-6月、TBS）
- ひとつ星の恋〜天才漫才師 横山やすしと妻〜（2014年11月23日 - 30日、NHK BSプレミアム） - 若手芸人役

### Vシネマ
- 泣ける話（2012年） - 古川役

### イベント
- 吉祥寺アニメワンダーランド2010（2010年10月11日、井の頭恩賜公園森のわくわくステージ）
- DVD『泣ける話』発売記念トーク＆握手会（2012年10月7日、秋葉原アソビットシティ）

### MC
- ジャパン・ジャマイカ・フェスティバル2014 レゲエラン
- アニメパス presents アニメ『弱虫ペダル』第1期38話連続上映レース in 江ノ島
- お台場モーターフェス
- 日越共同サッカークリニック
- ベトナムフェスティバル サテライトステージ（2012・2013）
- BIGTIMEシリーズ・パーソナリティLIVE
- ラジオNIKKEI・イケラジ！公開録音LIVE
- Human Note Stapleケニアチャリティーコンサート
- 杉並チャリフェス2012
- 銀座TSビル東北物産展応援チャリティライブ
- カシオ計算機「XWシリーズ・デビューイベント」
- DREAM PARTY K-POP特集vol.3
- KOUTOU smile～クリスマスチャリティイベント2011～
- 韓流フェスタ「イケメンコンテスト」
- イーアスつくば夏休み企画「ジュラシックランド」
- ライブイベントFeel The Vibes
- バラエティイベント・ハコニワvol.6
- 早稲田祭2010～アフリカどうでしょう？
- Life Fes'KYOTO 灯2010-命を想うキャンドルナイト-
- HAGIインターナショナルいなかまつり

## 雑誌
- トライアングル 2009年8月号

## その他
- 2016～2018年度 中野区都市観光サイトレポーター
- 2021年～ HITひろしま観光大使